# On How Life Is
On How Life Is è il primo album in studio della cantante statunitense Macy Gray, pubblicato il 1º luglio 1999 dall'etichetta discografica Epic Records.
L'album è stato preceduto dal singolo Do Something. Il secondo singolo estratto dall'album, I Try (1999) resta ad oggi il più grande successo internazionale della cantante. Still (2000) e Why Didn't You Call Me (2000) sono stati pubblicati come terzo e quarto singolo.

## Tracce
Testi e musiche di Macy Gray.
1. Why Didn't You Call Me – 3:14
2. Do Something – 4:57
3. Caligula – 4:38
4. I Try – 3:59
5. Sex-O-Matic Venus Freak – 3:57
6. I Can't Wait to Meetchu – 5:18
7. Still – 4:15
8. I've Committed Murder – 4:59
9. A Moment to Myself – 4:00
10. The Letter – 5:38

## Classifiche

### Classifiche settimanali
| Classifica (1999-00) | Posizione massima |
| -------------------- | ----------------- |
| Australia            | 1                 |
| Austria              | 3                 |
| Belgio (Fiandre)     | 9                 |
| Belgio (Vallonia)    | 44                |
| Canada               | 2                 |
| Finlandia            | 16                |
| Francia              | 24                |
| Germania             | 19                |
| Irlanda              | 4                 |
| Italia               | 29                |
| Norvegia             | 2                 |
| Nuova Zelanda        | 1                 |
| Paesi Bassi          | 28                |
| Regno Unito          | 3                 |
| Stati Uniti          | 4                 |
| Svezia               | 5                 |
| Svizzera             | 6                 |

### Classifiche di fine anno
| Classifica (1999) | Posizione |
| ----------------- | --------- |
| Regno Unito       | 10        |
| Classifica (2000) | Posizione |
| Australia         | 7         |
| Austria           | 22        |
| Belgio (Fiandre)  | 47        |
| Germania          | 59        |
| Nuova Zelanda     | 5         |
| Paesi Bassi       | 96        |
| Regno Unito       | 28        |
| Stati Uniti       | 21        |
| Svizzera          | 25        |